# Grandson
Grandson és un municipi de Suïssa situat al cantó de Vaud i el districte del Jura-Nord vaudois.